# Ilyocypris bradyi
Ilyocypris bradyi är en kräftdjursart som beskrevs av Georg Ossian Sars 1890. Ilyocypris bradyi ingår i släktet Ilyocypris och familjen Ilyocyprididae. Inga underarter finns listade i Catalogue of Life.